# Lijst van voetbalinterlands Kroatië - Polen
Deze lijst van voetbalinterlands is een overzicht van alle officiële voetbalwedstrijden tussen de nationale teams van Kroatië en Polen. De landen speelden tot op heden zeven keer tegen elkaar. De eerste ontmoeting, een vriendschappelijke wedstrijd, werd gespeeld in Rijeka op 26 oktober 1996. Het laatste duel, een groepswedstrijd tijdens de UEFA Nations League 2024/25, vond plaats op 15 oktober 2024 in Warschau.

## Wedstrijden
| № | Plaats     | Datum            | Competitie                  | Wedstrijd       | Uitslag |
| - | ---------- | ---------------- | --------------------------- | --------------- | ------- |
| 1 | Rijeka     | 26 oktober 1996  | Vriendschappelijk           | Kroatië – Polen | 2 – 1   |
| 2 | Osijek     | 22 april 1998    | Vriendschappelijk           | Kroatië – Polen | 4 – 1   |
| 3 | Split      | 12 februari 2003 | Vriendschappelijk           | Kroatië – Polen | 0 – 0   |
| 4 | Wolfsburg  | 3 juni 2006      | Vriendschappelijk           | Kroatië – Polen | 0 – 1   |
| 5 | Klagenfurt | 16 juni 2008     | EK 2008                     | Polen – Kroatië | 0 – 1   |
| 6 | Osijek     | 8 september 2024 | UEFA Nations League 2024/25 | Kroatië – Polen | 1 – 0   |
| 7 | Warschau   | 15 oktober 2024  | UEFA Nations League 2024/25 | Polen − Kroatië | 3 − 3   |

## Samenvatting
| Competitie          | Totaal gespeeld | Winst Kroatië | Gelijk | Winst Polen | Doelsaldo Kroatië – Polen |
| ------------------- | --------------- | ------------- | ------ | ----------- | ------------------------- |
| EK-eindronde        | 1               | 1             | 0      | 0           | 1 − 0                     |
| UEFA Nations League | 2               | 1             | 1      | 0           | 4 − 3                     |
| Vriendschappelijk   | 4               | 2             | 1      | 1           | 6 − 3                     |
| Totaal              | 7               | 4             | 2      | 1           | 11 − 6                    |

## Details

### Vijfde ontmoeting
| EK 2008 (Klagenfurt, Oostenrijk, 16 juni 2008): |              | |
| Polen | 0 – 1        | Kroatië |
| | goals        | 52' Ivan Klasnić |
| Leo Beenhakker | bondscoach   | Slaven Bilić |
| Artur Boruc Jakub Wawrzyniak Dariusz Dudka Jacek Krzynówek Marek Saganowski 68' Marcin Wasilewski Michał Żewłakow Wojciech Łobodziński 55' Mariusz Lewandowski 46' Rafał Murawski Roger Guerreiro | opstellingen | Vedran Runje Dario Šimić Hrvoje Vejić Ivan Rakitić Ognjen Vukojević Nikola Pokrivač 27' Dario Knežević Jerko Leko 74' Ivan Klasnić 74' Mladen Petrić Danijel Pranjić |
| Ebi Smolarek 55' Tomasz Zahorski 68' Adam Kokoszka 46' | wissels      | 27' Vedran Ćorluka 74' Nikola Kalinić 74' Niko Kranjčar |
| Mariusz Lewandowski 38' Tomasz Zahorski 84' | gele kaarten | 45' Hrvoje Vejić 85' Ognjen Vukojević |

HNS · A-internationals · Selecties · Bondscoaches · Statistieken · Kroatisch vrouwenelftal · Olympisch elftal · Kroatië U21 · Kroatië U20 · Kroatië U19 · Kroatië U18 · Kroatië U17 · Kroatië U16
1940 – 1956 ·
1990 – 1999 ·
2000 – 2009 ·
2010 – 2019 ·
2020 − 2029
EK's: 1996 · 
2000 · 
2004 · 
2008 · 
2012 · 
2016 · 
2020 · 
2024
WK's: 1998 · 
2002 · 
2006 · 
2010 · 
2014 · 
2018 · 
2022
1940 · 
1941 · 
1942 · 
1943 · 
1944 · 
1945–1955 · 
1956 · 
1957–1989 · 
1990 · 
1991 · 
1992 · 
1993 · 
1994 · 
1995 · 
1996 · 
1997 · 
1998 · 
1999 · 
2000 · 
2001 · 
2002 · 
2003 · 
2004 · 
2005 · 
2006 · 
2007 · 
2008 · 
2009 · 
2010 · 
2011 · 
2012 · 
2013 ·  
2014 · 
2015 · 
2016 · 
2017 · 
2018 ·
2019 ·
2020 ·
2021 ·
2022 ·
2023
Albanië ·
Andorra ·
Argentinië ·
Armenië ·
Australië ·
Azerbeidzjan · 
België ·
Bosnië en Herzegovina ·
Brazilië ·
Bulgarije ·
Canada ·
Chili ·
China ·
Cyprus ·
Denemarken ·
Duitsland ·
Ecuador ·
Egypte ·
Engeland ·
Estland ·
Finland ·
Frankrijk ·
Georgië ·
Gibraltar ·
Griekenland ·
Hongarije ·
Hongkong ·
Ierland ·
IJsland ·
Indonesië ·
Iran ·
Israël ·
Italië ·
Jamaica ·
Japan ·
Joegoslavië ·
Jordanië ·
Kameroen · 
Kazachstan ·
Kosovo ·
Letland ·
Litouwen ·
Liechtenstein ·
Mali ·
Malta ·
Marokko · 
Mexico ·
Moldavië ·
Nederland ·
Nigeria ·
Noord-Ierland ·
Noord-Macedonië ·
Noorwegen ·
Oekraïne ·
Oostenrijk ·
Peru ·
Polen ·
Portugal ·
Qatar ·
Roemenië ·
Rusland ·
San Marino ·
Saoedi-Arabië ·
Schotland ·
Senegal · 
Servië · 
Slovenië ·
Slowakije ·
Spanje ·
Tsjechië ·
Tunesië ·
Turkije ·
Wales ·
Wit-Rusland ·
Zuid-Korea ·
Zweden ·
Zwitserland
Argentinië (2018) ·
Argentinië (2022) ·
Australië (2006) ·
België (2022) ·
Brazilië (2006) ·
Brazilië (2014) ·
Brazilië (2022) ·
Denemarken (2018) ·
Duitsland (2008) ·
Engeland (2018) ·
Engeland (2021) ·
Frankrijk (2018) ·
Ierland (2012) ·
IJsland (2018) ·
Italië (2012) ·
Japan (2006) ·
Kameroen (2014) ·
Marokko (2022, 1) ·
Marokko (2022, 2) ·
Mexico (2014) ·
Nigeria (2018) ·
Oostenrijk (2008) ·
Polen (2008) ·
Rusland (2018) ·
Schotland (2021) ·
Spanje (2012) ·
Spanje (2021) ·
Tsjechië (2016) ·
Tsjechië (2021) ·
Turkije (2008) ·
Turkije (2016)
Poolse voetbalbond · A-internationals · Selecties · Statistieken · Pools vrouwenelftal · Olympisch elftal · Polen U21 · Polen U20 · Polen U19 · Polen U18 · Polen U17 · Polen U16
1921 – 1929 ·
1930 – 1939 ·
1940 – 1949 ·
1950 – 1959 ·
1960 – 1969 ·
1970 – 1979 ·
1980 – 1989 ·
1990 – 1999 ·
2000 – 2009 ·
2010 – 2019 ·
2020 – 2029
EK 2008 · 
EK 2012 · 
EK 2016 · 
EK 2020
WK 1938 ·
WK 1974 ·
WK 1978 ·
WK 1982 ·
WK 1986 ·
WK 2002 ·
WK 2006 ·
WK 2018
OS 1924 ·
OS 1936 ·
OS 1972 ·
OS 1976 ·
OS 1992
1921 · 
1922 · 
1923 · 
1924 · 
1925 · 
1926 · 
1927 · 
1928 · 
1929 · 
1930 · 
1931 · 
1932 · 
1933 · 
1934 · 
1935 · 
1936 · 
1937 · 
1938 · 
1939 · 
1940–1946 · 
1947 · 
1948 · 
1949 · 
1950 · 
1951 · 
1952 · 
1953 · 
1954 · 
1955 · 
1956 · 
1957 · 
1958 · 
1959 · 
1960 · 
1961 · 
1962 · 
1963 · 
1964 · 
1965 · 
1966 · 
1967 · 
1968 · 
1969 · 
1970 · 
1971 · 
1972 · 
1973 · 
1974 · 
1975 · 
1976 · 
1977 · 
1978 · 
1979 · 
1980 · 
1981 · 
1982 · 
1983 · 
1984 · 
1985 · 
1986 · 
1987 · 
1988 · 
1989 · 
1990 · 
1991 · 
1992 · 
1993 · 
1994 · 
1995 · 
1996 · 
1997 · 
1998 · 
1999 · 
2000 · 
2001 · 
2002 · 
2003 · 
2004 · 
2005 · 
2006 · 
2007 · 
2008 · 
2009 · 
2010 · 
2011 · 
2012 · 
2013 · 
2014 ·
2015 ·
2016 ·
2017 ·
2018 ·
2019 ·
2020 ·
2021
Albanië ·
Algerije ·
Andorra ·
Argentinië ·
Armenië ·
Australië ·
Azerbeidzjan ·
België ·
Bolivia ·
Bosnië en Herzegovina ·
Brazilië ·
Bulgarije ·
Canada ·
Chili ·
China ·
Colombia ·
Costa Rica ·
Cyprus ·
DDR ·
Denemarken ·
Duitsland ·
Ecuador ·
Egypte ·
Engeland ·
Estland ·
Faeröer · 
Finland ·
Frankrijk ·
Georgië ·
Gibraltar ·
Griekenland ·
Guatemala ·
Haïti ·
Hongarije ·
Ierland ·
India ·
Irak ·
Iran ·
Israël ·
Italië ·
Ivoorkust ·
IJsland ·
Japan ·
Joegoslavië ·
Kameroen ·
Kazachstan ·
Koeweit ·
Kroatië ·
Letland ·
Libië ·
Liechtenstein ·
Litouwen ·
Luxemburg ·
Marokko ·
Malta ·
Mexico ·
Moldavië ·
Montenegro ·
Nederland ·
Nieuw-Zeeland ·
Nigeria ·
Noord-Ierland ·
Noord-Korea ·
Noord-Macedonië ·
Noorwegen ·
Oekraïne ·
Oostenrijk ·
Peru ·
Portugal ·
Roemenië ·
Rusland ·
San Marino ·
Saoedi-Arabië · 
Schotland ·
Senegal ·
Servië ·
Servië en Montenegro · 
Singapore ·
Slovenië ·
Slowakije ·
Sovjet-Unie ·
Spanje ·
Thailand · 
Tsjechië ·
Tsjecho-Slowakije ·
Tunesië ·
Turkije ·
Uruguay ·
Verenigde Arabische Emiraten ·
Verenigde Staten ·
Wales ·
Wit-Rusland ·
Zuid-Afrika ·
Zuid-Korea ·
Zweden ·
Zwitserland
België (1982) ·
Colombia (2018) ·
Costa Rica (2006) ·
Duitsland (2006) ·
Duitsland (2008) ·
Duitsland (2016) ·
Ecuador (2006) ·
Frankrijk (1982) ·
Frankrijk (2022) ·
Griekenland (2012) ·
Italië (1982, 1) ·
Italië (1982, 2) ·
Japan (2018) ·
Kameroen (1982) ·
Kroatië (2008) ·
Noord-Ierland (2016) ·
Oostenrijk (2008) ·
Peru (1982) ·
Rusland (2012) ·
Senegal (2018) ·
Slowakije (2021) ·
Sovjet-Unie (1982) ·
Spanje (2021) ·
Tsjechië (2012) ·
Zweden (2021)